# Трона (Каліфорнія)
Трона (англ. Trona) — переписна місцевість (CDP) в США, в окрузі Іньйо штату Каліфорнія. Населення — 11 осіб (2020).

## Географія
Трона розташована за координатами 35°48′57″ пн. ш. 117°20′51″ зх. д. / 35.81583° пн. ш. 117.34750° зх. д. (35.815961, -117.347386).  За даними Бюро перепису населення США в 2010 році переписна місцевість мала площу 24,08 км², з яких 24,08 км² — суходіл та 0,00 км² — водойми.

### Клімат
База знаходиться у зоні, котра характеризується кліматом тропічних пустель. Найтепліший місяць — липень із середньою температурою 31.9 °C (89.4 °F). Найхолодніший місяць — січень, із середньою температурою 7.5 °С (45.5 °F).
| Клімат Трони            | Клімат Трони | Клімат Трони | Клімат Трони | Клімат Трони | Клімат Трони | Клімат Трони | Клімат Трони | Клімат Трони | Клімат Трони | Клімат Трони | Клімат Трони | Клімат Трони | Клімат Трони |
| Показник                | Січ.         | Лют.         | Бер.         | Квіт.        | Трав.        | Черв.        | Лип.         | Серп.        | Вер.         | Жовт.        | Лист.        | Груд.        | Рік          |
| Абсолютний максимум, °C | 32,2         | 31,1         | 33,9         | 38,9         | 43,9         | 47,8         | 47,8         | 47,8         | 46,7         | 41,1         | 35,6         | 28,3         | 47,8         |
| Середній максимум, °C   | 14,6         | 18,2         | 21,9         | 26,2         | 31,4         | 36,9         | 40,8         | 39,6         | 35,7         | 28,7         | 20,6         | 14,6         | 27,4         |
| Середня температура, °C | 7,5          | 10,8         | 14,2         | 18,2         | 23           | 27,9         | 31,9         | 30,9         | 26,8         | 20,1         | 12,7         | 7,7          | 19,3         |
| Середній мінімум, °C    | 0,5          | 3,3          | 6,4          | 10           | 14,6         | 18,9         | 22,9         | 22,1         | 17,8         | 11,5         | 4,7          | 0,7          | 11,1         |
| Абсолютний мінімум, °C  | −12,2        | −12,2        | −6,7         | −3,9         | 0,6          | 5            | 10           | 10           | 4,4          | −5           | −8,3         | −13,3        | −13,3        |
| Норма опадів, мм        | 19           | 23           | 12           | 4            | 2            | 2            | 3            | 5            | 5            | 4            | 9            | 14           | 101          |
| Днів з опадами          | 3            | 3            | 3            | 1            | 1            | 0            | 1            | 1            | 1            | 1            | 1            | 2            | 18           |
| ----------------------- | ------------ | ------------ | ------------ | ------------ | ------------ | ------------ | ------------ | ------------ | ------------ | ------------ | ------------ | ------------ | ------------ |
| Джерело: Weatherbase    |              |              |              |              |              |              |              |              |              |              |              |              |              |

## Демографія
Згідно з переписом 2010 року, у переписній місцевості мешкало 18 осіб у 5 домогосподарствах у складі 4 родин. Густота населення становила 1 особа/км².  Було 6 помешкань (0/км²).
Расовий склад населення:
| - 100,0 % — білих |

До двох чи більше рас належало 0,0 %. Частка іспаномовних становила 0,0 % від усіх жителів.
За віковим діапазоном населення розподілялося таким чином: 44,4 % — особи молодші 18 років, 55,6 % — особи у віці 18—64 років, 0,0 % — особи у віці 65 років та старші. Медіана віку мешканця становила 30,0 року. На 100 осіб жіночої статі у переписній місцевості припадало 80,0 чоловіків;  на 100 жінок у віці від 18 років та старших — 100,0 чоловіків також старших 18 років.
Цивільне працевлаштоване населення становило 0 осіб. 